# In Any Tongue
In Any Tongue è un singolo del cantautore britannico David Gilmour, pubblicato il 4 marzo 2016 come quarto estratto dal quarto album in studio Rattle That Lock.

## Descrizione
Sesta traccia dell'album, In Any Tongue è stata scritta da Polly Samson, moglie di Gilmour, e musicata dallo stesso chitarrista e parla di ciò che le persone provano pensando a ciò che avrebbero potuto perdere involontariamente nelle guerre in nome del proprio paese. Al brano ha inoltre partecipato il figlio Gabriel, che ha eseguito le parti di pianoforte.

## Video musicale
Il videoclip, diretto da Danny Madden e basato sul suo cortometraggio animato Confusion Through Sand, è stato pubblicato il 5 marzo 2015 attraverso il canale YouTube di Gilmour.

## Formazione
Musicisti
- David Gilmour – voce, chitarra, basso, tastiera
- Phil Manzanera – elementi di tastiera
- Gabriel Gilmour – pianoforte
- Andy Newmark – batteria
- Zbigniew Preisner – orchestrazione e arrangiamenti orchestrali
- Robert Ziegler – conduzione orchestra
- Rolf Wilson – leader orchestra

Produzione
- David Gilmour – produzione, ingegneria del suono, missaggio
- Phil Manzanera – produzione
- Andy Jackson – ingegneria, missaggio, registrazione coro
- Damon Iddins – assistenza tecnica, registrazione coro
- Mike Boddy – ingegneria del suono aggiuntiva presso i Gallery Studios
  - Andres Mesa – assistenza tecnica
- Kevin Madigan – ingegneria del suono parti vocali aggiuntiva presso i The Village Recorder
- Geoff Foster – ingegneria parti orchestrali
  - Laurence Anslow – assistenza tecnica
  - John Prestage – assistenza tecnica
- James Guthrie – mastering